# Фарадејева константа
Фарадејева константа, F, је кључна величина у електрохемији а представља количину наелектрисања једног мола (или Авогадровог броја) електрона. Назив је добила по Мајклу Фарадеју који је први формулисао законе електролизе у којима ова константа има кључну улогу.
Повезана је са Авогадровим бројем, NA, (приближно 6,02×1023 mole-1) и са елементарним наелектрисањем, q, (приближно 1,602×10−19 кулона) једноставном релацијом:
{\displaystyle F=N_{A}\cdot q}.
Данас усвојена вредност износи [CODATA]
F = 96 485,3383(83) C mol-1
Фарадејава константа се понекад назива и Фарадеј што не треба мешати са Фарадом, СИ јединицом за електрични капацитет.

## Видети
- Фарадејеви закони електролизе
- Мајкл Фарадеј